# دارين والش
دارين والش (بالإنجليزية: Darren Walsh)‏ هو لاعب كرة مضرب بريطاني، ولد في 16 يناير 1989 في لندن في المملكة المتحدة.

## وصلات خارجية
- دارين والش على موقع رابطة محترفي التنس (الإنجليزية)
- دارين والش على موقع الاتحاد الدولي لكرة المضرب (الإنجليزية)
- دارين والش على موقع خلاصة التنس.كوم (الإنجليزية)